# Santa Maria de Josa
Santa Maria de Josa és l'antiga parròquia del poble de Josa de Cadí, municipi de Josa i Tuixén (Alt Urgell), protegida com a bé cultural d'interès local.
Es troba als afores, a 1 km de la població, al costat del cementiri. La construcció és d'una nau força llarga coberta amb volta de canó amb dos arcs doblers que, a l'exterior, són apuntalats al mur de migdia per dos contraforts atalussats. La capçalera la forma un absis semicircular amb finestra central i un contrafort. Al mur de migdia s'obre la portalada d'un arc en gradació i una finestra d'espitllera. Al mur de ponent hi ha una finestra de doble esqueixada i el campanar senzill d'espadanya d'una sola obertura.